# Godolid
El río Godolid (en portugués, ribeira de Godelim), también llamado Godoliz, es un río del suroeste de la península ibérica perteneciente a la cuenca hidrográfica del Guadiana, que transcurre por Extremadura (España) y Alentejo (Portugal). 

## Curso
Transcurre por el sur de la provincia de Badajoz, por las comarcas de Sierra Suroeste y Llanos de Olivenza. Tiene una longitud de 67,9 km y su principal afluente es el Cofrentes. Atraviesa los términos municipales de Jerez de los Caballeros, Zahínos y Villanueva del Fresno. Tras cruzar la frontera entre España y Portugal, desemboca en el río Alcarrache, cerca de la localidad portuguesa de Granja. Su curso sirve como deslinde de los términos municipales de Jerez de los Caballeros con Zahínos y de Villanueva del Fresno con Valencia del Mombuey.

## Flora y fauna
La cuenca del río Godolid, así como la del Cofrentes y la del Alcarrache hasta el límite con Portugal, están integradas en la  Zona Especial de Conservación  (ZEC) "Dehesas de Jerez".